# Blackout Challenge
Die „Blackout Challenge“ (dt. „Schwarz-sehen-Herausforderung“) ist eine als Internetphänomen ausgestaltete Mutprobe, die 2021 vor allem auf dem Videoportal TikTok an Bekanntheit gewann.
Bei der „Herausforderung“, die einem Würgespiel ähnelt, strangulieren sich Beteiligte vor laufender Kamera, bis ihnen „schwarz vor Augen“ wird.
Das Phänomen wird mit dem Tod von mehreren Kindern und Jugendlichen in Verbindung gebracht.

## Folgen
Als Reaktion auf die Blackout Challenge löschte TikTok alle Beitrage zur Herausforderung und fügte einen Warnhinweis über „gefährlich[e], verstörend[e] oder sogar gefälscht[e]“ Online-Herausforderungen hinzu, sofern man nach dem Phänomen sucht.
In mehreren Fällen wurden Teilnehmende ohnmächtig oder fielen danach in ein Koma.
Laut Medienberichten sollen 15–20 Tode mit der „Blackout-Challenge“ in Verbindung stehen. Das Alter der Opfer beträgt in den meisten Fällen 8–14 Jahre.
Aufgrund der durch die Herausforderung verursachten Tode verklagten Eltern mehrfach TikTok.
Am 26. Oktober 2022 wurde TikTok in einem Verfahren in den USA als nicht schuldig/immun befunden.